# Le Petit Nicolas (film)
Pour les articles homonymes, voir Le Petit Nicolas (homonymie).
Série
Les Vacances du petit Nicolas
(2014)
Pour plus de détails, voir Fiche technique et Distribution.
Le Petit Nicolas est une comédie familiale franco-belge réalisée par Laurent Tirard, sorti en 2009.
Le scénario est coécrit par Grégoire Vigneron et Alain Chabat d'après l'œuvre du même titre de René Goscinny et Jean-Jacques Sempé, mettant en scène Maxime Godart dans le rôle-titre ainsi que Kad Merad et Valérie Lemercier dans les rôles de ses parents, produite par Fidélité Films pour 22 millions d'euros.
Ce film est sorti le 30 septembre 2009, attirant 5,52 millions de spectateurs en France et 2,02 millions de spectateurs à l'étranger. Cette même année 2009 représente le cinquantième anniversaire de la création du Petit Nicolas.
Une suite, intitulée Les Vacances du Petit Nicolas, est sortie en 2014.

## Synopsis
Nicolas mène l'existence tranquille et idyllique d'un petit garçon comme les autres. Ses parents l'aiment tendrement, lui et sa bande de copains extraordinaires s'amusent beaucoup et se livrent à toutes sortes de bêtises jusqu'à ce fameux jour où il croit comprendre que sa mère est enceinte. La détresse s'installe et Nicolas imagine déjà la situation à venir : un petit frère va prendre sa place, et ses parents ne vont plus s'occuper de lui.

## Fiche technique
- Titre original : Le Petit Nicolas
- Réalisation : Laurent Tirard
- Scénario, adaptation et dialogue : Laurent Tirard, Grégoire Vigneron et Alain Chabat, d'après l'œuvre éponyme de René Goscinny et Jean-Jacques Sempé, collaboration au scénario Anne Goscinny)
- Musique : Klaus Badelt
- Décors : Françoise Dupertuis
- Costumes : Pierre-Jean Larroque
- Photographie : Denis Rouden
- Son : Thomas Gauder, Ricardo Castro, Clément Trahard, Paul Heymans, Michel Schillings
- Montage : Valérie Deseine
- Production : Olivier Delbosc et Marc Missonnier
  - Production exécutive : Christine De Jekel
  - Coproduction : Genevieve Lemal et Alexandre Lippens
- Sociétés de production[5] :
  - France : Fidélité Productions et IMAV Editions, en coproduction avec M6 Films et Mandarin Films, en association avec Wild Bunch, avec la participation de M6 et Orange Cinéma Séries
  - Belgique : en coproduction avec Scope Pictures, avec la participation la région wallonne, avec le soutien de SCOPE Invest
- Sociétés de distribution[6] : Wild Bunch Distribution (France) ; Cinéart (Belgique) ;  Les Films Séville (Québec) ; Frenetic Films (Suisse romande)
- Budget : 22,7 millions d’ €[7]
- Pays de production :  France,  Belgique
- Langue originale : français
- Format[8] : couleur - 35 mm - 1,85:1 (Panavision)  - son DTS | Dolby Digital
- Genre : comédie familiale
- Durée : 91 minutes
- Dates de sortie[9] :
  - France, Belgique, Suisse romande : 30 septembre 2009[10],[11]
  - Québec : 19 février 2010[12]
- Classification[13] :
  - France : tous publics (conseillé à partir de 8 ans)[14],[15]
  - Belgique : tous publics (Alle Leeftijden)[10]
  - Suisse romande : tous publics[16]
  - Québec : tous publics (G - General Rating)[12]

## Distribution
- Maxime Godart : Nicolas

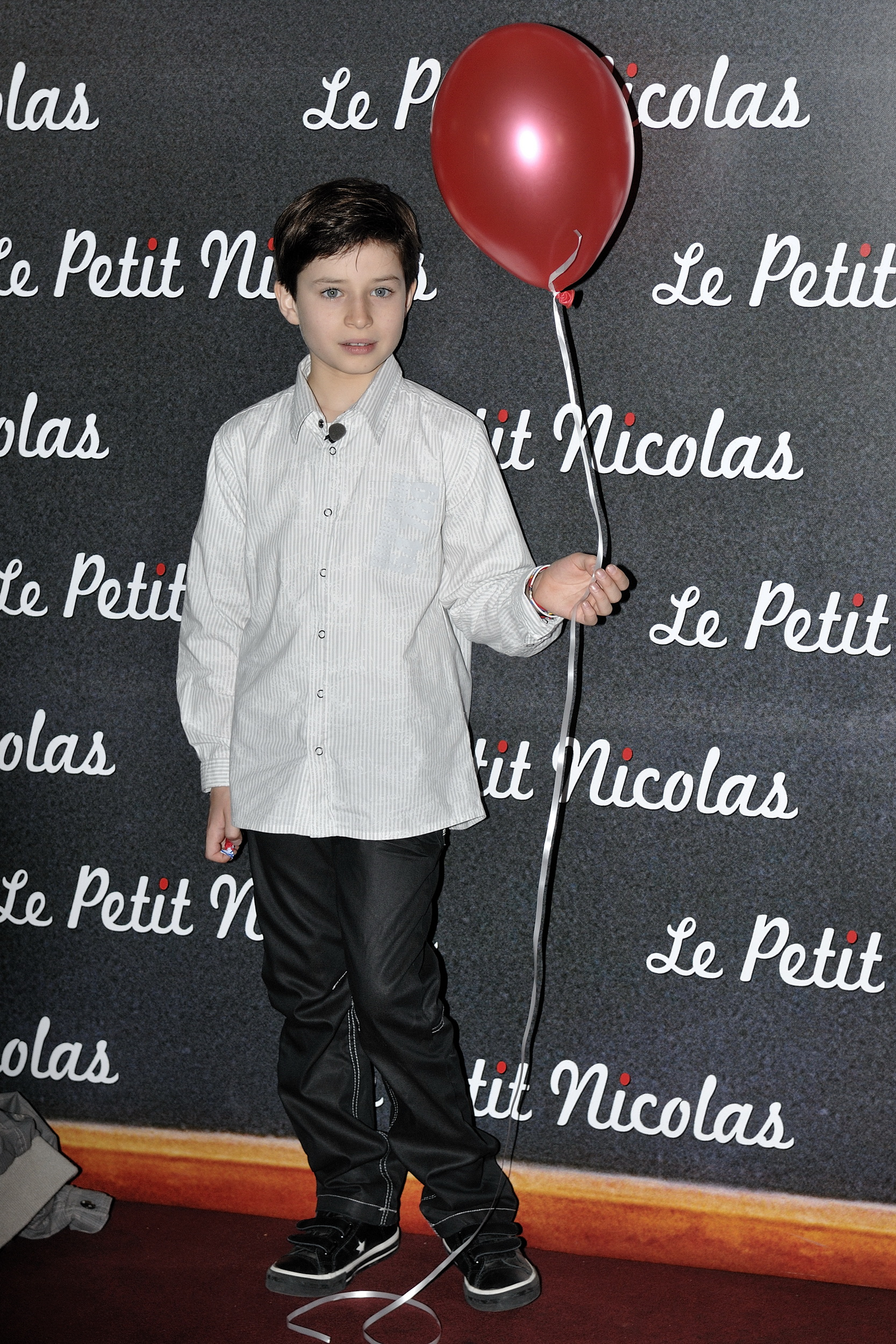
Maxime Godart.

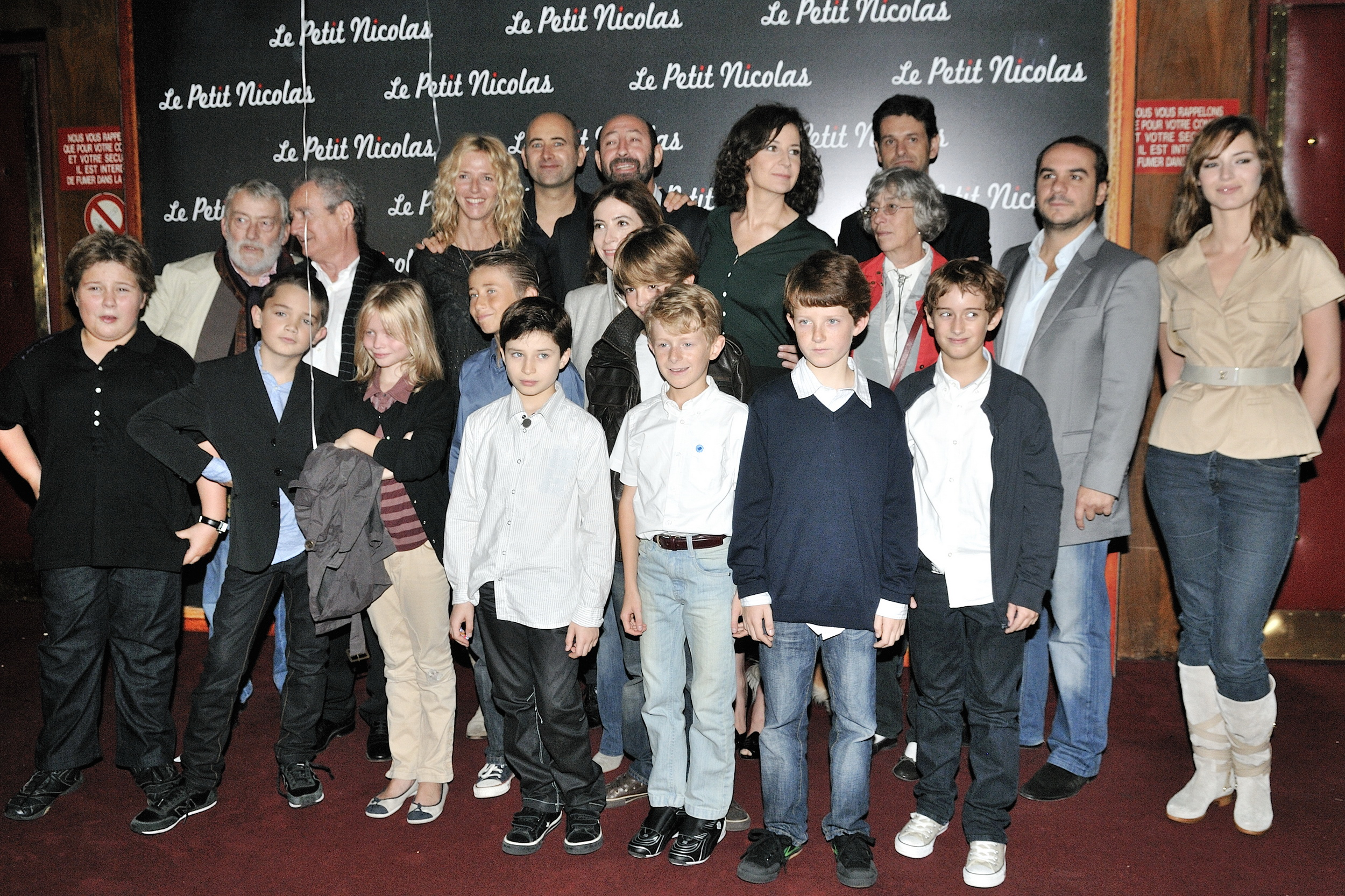
L'équipe du film.

- Valérie Lemercier : la mère de Nicolas
- Kad Merad : le père de Nicolas
- Sandrine Kiberlain : la maîtresse
- François-Xavier Demaison : M. Dubon, dit « le Bouillon », le surveillant
- Daniel Prévost : M. Moucheboume, le patron du père de Nicolas
- Vincent Claude : Alceste, le glouton
- Victor Carles : Clotaire, le dernier de la classe
- Damien Ferdel : Agnan, le cafard, le premier de la classe
- Charles Vaillant : Geoffroy, le fils de riche
- Benjamin Averty : Eudes, le bagarreur
- Germain Petit Damico : Rufus, le fils de policier
- Virgile Tirard : Joachim
- Michel Duchaussoy : le directeur de l'école
- Anémone : Mlle Navarrin, la maîtresse remplaçante
- Michel Galabru : le ministre de l'Éducation
- François Damiens : M. Blédur, le voisin
- Serge Riaboukine : Francis Leborgne, le garagiste
- Nathalie Cerda : Mme Moucheboume
- Éric Berger : le majordome de Geoffroy
- Louise Bourgoin : la fleuriste
- Cyril Couton : l'oncle de Nicolas
- Marie Berto : la tante de Nicolas
- Sophie-Charlotte Husson : Mme Courteplaque
- Elisa Heusch : Marie-Edwige Courteplaque
- Renaud Rutten : l'examinateur du permis de conduire
- Françoise Bertin : la dame joueuse
- Dominique Fouilland : le nouveau voisin
- Jean-Michel Lahmi : le gangster qui sort de prison, un médecin scolaire
- Alain Sachs, Didier Raymond, Marc Faure, Christian Taponard, Yves Viala : les médecins scolaires
- Olga Sékulic & Virginia Anderson : les secrétaires du père de Nicolas
- Gérard Jugnot : le chef de chorale Clément Mathieu (clin d'œil au film Les Choristes)

## Production

### Projet
Les producteurs de Fidélité Films Marc Missonnier et Olivier Delbosc ont fait appel à Laurent Tirard pour présenter leur projet, adapter l'œuvre Le Petit Nicolas écrit en 1959 par René Goscinny et Jean-Jacques Sempé à l'écran. Le réalisateur ayant justement grandi avec le personnage accepte immédiatement :

« Il m’est cependant apparu comme une évidence. J’ai grandi avec Le Petit Nicolas. Je l’ai lu lorsque j’étais adolescent. Cette œuvre me correspond et me parle. J’ai immédiatement su à quoi ressemblerait le film. »

— Laurent Tirard.

### Scénario
Laurent Tirard, avec son complice Grégoire Vigneron, écrit le scénario en compagnie d'Alain Chabat pour les dialogues, les situations, les petites idées. Anne Goscinny, fille de René Goscinny, y participe également :

« Ma passion pour cette œuvre m’impose le devoir de faire en sorte – mais c’est aussi ma fonction – que cette adaptation soit la plus réussie possible. Je n’avais pas le droit de laisser passer quelque chose qui m’aurait paru ne pas convenir. Et puis j’ai eu l’énorme chance d’avoir en face de moi Laurent Tirard et Grégoire Vigneron, qui ont toujours été à l’écoute, ouverts à la discussion et avec qui cela a été un plaisir de travailler. J’ai aussi eu grand plaisir à échanger avec Alain Chabat quand il est intervenu. »

— Anne Goscinny.
Avant de scénariser, les producteurs Marc Missonnier et Olivier Delbosc présentent Laurent Tirard et Grégoire Vigneron à Anne Goscinny. Ces deux derniers lui racontent l'histoire du film. Elle se sent immédiatement « conquise par leur façon de la raconter, quasiment de la jouer », puis en parle à Jean-Jacques Sempé qui l'apprécie beaucoup.

### Choix des interprètes

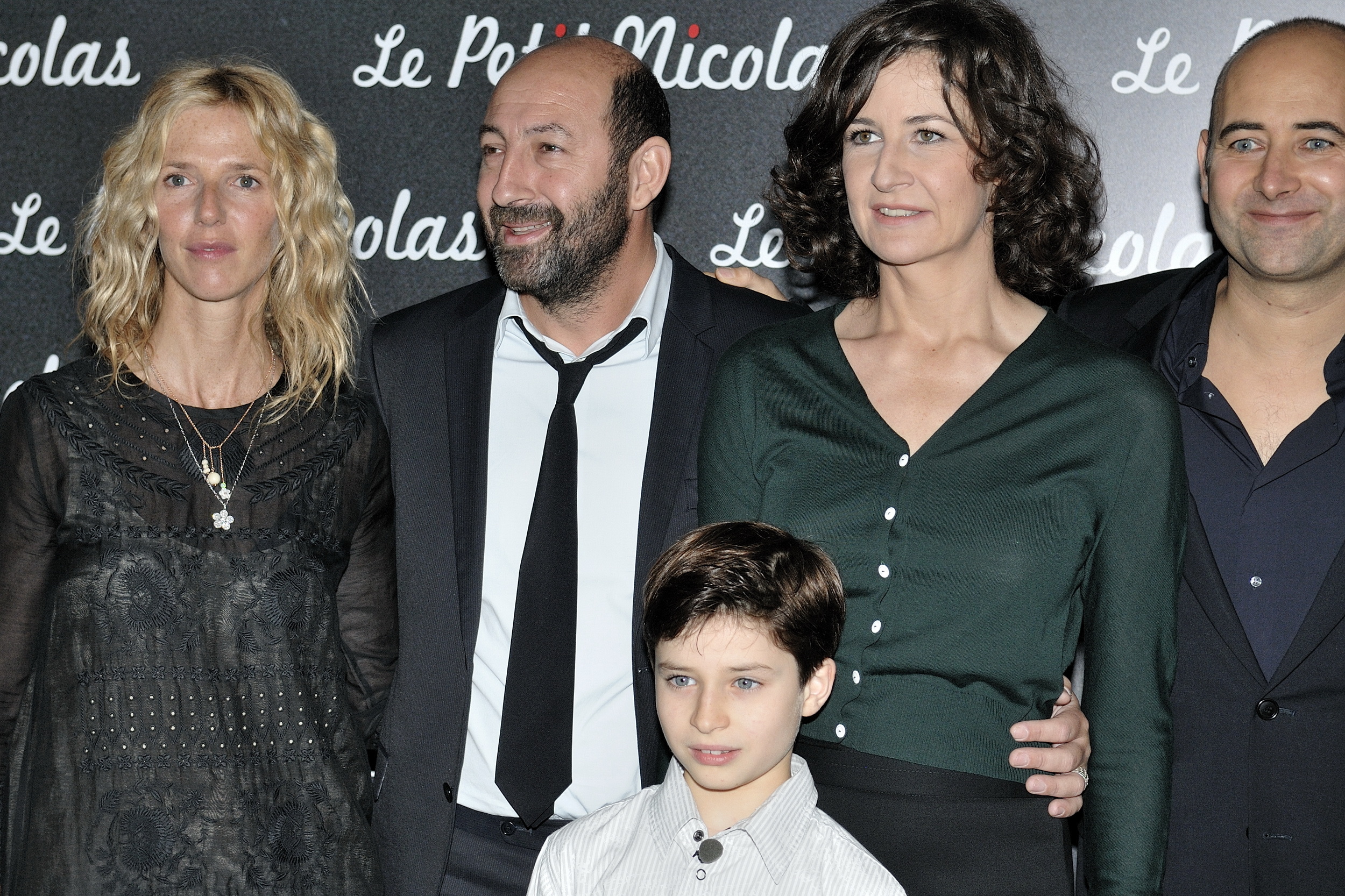
Sandrine Kiberlain, Kad Merad, Valérie Lemercier, Laurent Tirard et Maxime Godart en avant-première au Grand Rex, à Paris, le 20 septembre 2009

Étant donné que Le Petit Nicolas est classé dans la catégorie pour enfants, la production procède donc à un casting recevant de jeunes enfants dont la plupart n'ont aucune expérience sur le monde de cinéma. Choisir un enfant pour un rôle n'a pas été difficile.
Parmi eux se trouve un jeune garçon de neuf ans qui dégage une ressemblance physique avec le personnage principal, il se nomme Maxime Godart et se sent prêt à être acteur.

« Maxime Godart a une vision très claire de la place qu’il veut avoir dans la société, de ce qu’il veut faire de sa vie. Avec sa personnalité extravertie, je pensais qu’il n’aurait pas peur devant la caméra. Or, il s’est produit l’inverse. Le premier jour, lorsqu’un énorme bras de grue avec une caméra s’est approché de lui pour un premier tour de manivelle, il était pétrifié ! Chez Maxime, plus encore que chez les autres enfants, l’envie et le plaisir de jouer étaient formidables. Jamais il n’a donné le moindre signe de fatigue ni manifesté le besoin d’arrêter. »

— Laurent Tirard.

« Avant de voir le film, je n’avais vu que des photos de ce petit formidable, et il m’a beaucoup étonné. Il est parfait ! Il a le même côté bondissant. Il est charmant et représente une très bonne incarnation du Petit Nicolas. »

— Jean-Jacques Sempé, créateur et dessinateur du Petit Nicolas.
Sur le scénario, le personnage de la mère de Nicolas a été écrit en pensant à Valérie Lemercier. Elle vient de finir son propre tournage d'Agathe Cléry dans lequel elle a également joué et n'a plus vraiment envie de tourner quand Laurent Tirard l'a contactée. Ce dernier a tout expliqué pour la convaincre. Et pour incarner le père de Nicolas, au départ, c'est Alain Chabat, qui participe aussi à l'écriture des dialogues, puis Fabrice Luchini et Édouard Baer qui, tous les deux, ont collaboré au casting. Finalement, le rôle est confié à Kad Merad par qui le réalisateur a été impressionné en le regardant dans Je vais bien, ne t'en fais pas de Philippe Lioret (2006). De plus, les spectateurs le reconnaissent grâce au succès du film Bienvenue chez les Ch'tis de Dany Boon (2008). Par ailleurs, ce comédien a avoué qu'il n'a jamais connu Le Petit Nicolas étant petit et s'est mis à le lire avant de faire le film. En même temps Laurent Tirard partage son point de vue en disant que le papa du Petit Nicolas ressemble à Jean-Pierre dans Ma sorcière bien-aimée puisque « c’est un papa autoritaire de prime abord mais qui est en fait complètement dépassé par sa femme, par la vie, qui rêve de réussir. Il invite toujours son patron à dîner, sa femme l’engueule toujours », raconte-t-il.
La maîtresse, une deuxième maman pour les enfants qui se montre douce et dépassée par ses élèves, adorés et par le directeur de l'école, est jouée par Sandrine Kiberlain car « Elle a l’art de faire passer ses émotions très subtilement, juste par un regard ou une façon de bouger », dixit le réalisateur.
D'autres acteurs sont présents, comme François-Xavier Demaison, avec qui le réalisateur a envie de travailler et qu'il voulait en Monsieur Dubon le Bouillon, ainsi que Daniel Prévost, Michel Galabru, Anémone ou Michel Duchaussoy qui ont nourri le cinéma que je regardais étant enfant, et j’avais envie de travailler avec eux sur le film, dixit le réalisateur.
Pour finir, le réalisateur offre le rôle du jeune Joachim à son fils Virgile Tirard.

### Tournage
Le tournage commence le 22 mai 2008 et se termine le 11 octobre 2008.

#### Lieux du tournage
À Bruxelles en Belgique
- le film a été tourné en quasi-intégralité au sein des studios Monev[22], situés à Leeuw-Saint-Pierre.
- les scènes de terrain vague ont été tournées sur le terrain vague à l'angle de la rue Claessens et de la rue de l'Entrepôt à Bruxelles, en face de l'Athénée Marguerite Yourcenar, connu au moment du tournage comme ancienne École Provinciale de Batellerie Jean Dubrucq, que l'on aperçoit d'ailleurs.
- Au port de Bruxelles
- Couvin

À Paris :
- La maison du petit Nicolas se trouve au n° 23 de la rue Jules Siegfried, La Campagne à Paris, XXe arrondissement.
- Monsieur Moucheboume, le patron du père du petit Nicolas sort des locaux de sa société, qui sont en fait le bâtiment du Mobilier national, rue Berbier-du-Mets[23]. Cependant, l'intérieur des locaux de la société a été tourné au lycée d'État Foyer des Lycéennes situé au 10, rue du Docteur-Blanche[23], XVIe arrondissement.
- Le petit Nicolas téléphone, avec sa bande, au garagiste Francis Leborgne dans une cabine du boulevard Émile-Augier[23], XVIe arrondissement.
- Les scènes extérieures face à l'école sont tournées devant l'école élémentaire Foyatier dans le XVIIIe arrondissement, au pied du funiculaire du Sacré-Cœur.
- Les scènes à l'intérieur de l'école furent tournées dans l'enceinte du lycée Jacques-Decour, situé dans le IXe arrondissement, avenue Trudaine.
- La scène devant une bouche de métro, où les enfants jouent à la roulette avec une dame, se situe rue de Navarre dans le Ve arrondissement au métro Place Monge.
- La scène devant la porte de la prison, où les enfants essaient de trouver un gangster, a été tournée devant l'Institut national de jeunes sourds de Paris, rue Saint-Jacques.

À Nogent-sur-Marne dans le Val-de-Marne :
- La scène où on voit le père de Nicolas nager dans une piscine (à 6 min 24 secondes) se passe à la piscine de Nogent-sur-Marne.
- La scène où on voit Francis Leborgne, le garagiste, prendre l'appel téléphonique du petit Nicolas se situe dans le garage rue Paul-Doumer, près de l'angle avec la rue Jean-Soulès.

À Saint-Ouen l'Aumône dans le Val-d'Oise :
- Musée de l'Éducation du Val-d'Oise

À Clamart dans les Hauts-de-Seine

À Dourdan  et aux studios d'Arpajon dans l'Essonne

À Neuilly-sur-Marne en Seine-Saint-Denis

### Musique
Albums de Klaus Badelt
Solomon Kane
La musique originale du film est composée par Klaus Badelt et la bande originale est éditée le 28 septembre 2009 par le label Emarcy.
La chanson du générique, On n'est pas à une bêtise près, est écrite et interprétée par Renan Luce. Ce titre ne figure pas sur l'album de la bande originale mais sur l'album du chanteur Le Clan des miros sorti en octobre 2009.
| 1.  | Un drôle de sujet de rédaction     | 7:42 |
| 2.  | Générique                          | 2:46 |
| 3.  | Mord aux prof…                     | 1:14 |
| 4.  | La Roulette                        | 0:58 |
| 5.  | Les Filles, c'est pas intéressant  | 1:00 |
| 6.  | Papa et Maman se disputent souvent | 1:43 |
| 7.  | 3 Francs par rose                  | 3:02 |
| 8.  | Un Jeu drôlement compliqué         | 1:40 |
| 9.  | Une Balade en forêt                | 1:21 |
| 10. | Le Spectacle                       | 1:11 |
| 11. | Je vais avoir un petit frère !     | 1:09 |
| 12. | Ménage                             | 1:19 |
| 13. | Gangster-à-louer                   | 1:08 |
| 14. | Et en plus, c'est un sale cafard ! | 1:11 |
| 15. | Potion Magic                       | 3:50 |
| 16. | Rivalités fraternelles             | 2:05 |
| 17. | Rolls Folle                        | 3:58 |
| 18. | Neuf Mois                          | 2:04 |
| 19. | On dirait un poivron confit        | 1:02 |

## Accueil
Dès mi-décembre 2008, les Français découvrent sur Internet une bande-annonce où on voit en pull rouge les acteurs Valérie Lemercier, Kad Merad, François-Xavier Demaison, Sandrine Kiberlain, Daniel Prévost, Michel Galabru et Anémone affirmant qu'ils sont le petit Nicolas, puis, arrivant la fin, apparait tranquillement Maxime Godart qui se défend : « Mais non, c'est moi, le petit Nicolas ! ». En fin décembre de la même année, soit dix mois avant la sortie du film, une première affiche se dévoile avec huit jeunes élèves ricanant dont le petit Nicolas est habillé en pull rouge et ses camarades en blouse bleue.
Le mercredi 30 septembre 2009, jour de sa sortie en France, Le Petit Nicolas attire 5 968 spectateurs à 14 h à Paris et 140 625 spectateurs pour le premier jour en France sur 571 copies.
En fin décembre 2009, 5,46 millions de spectateurs ont vu ce film.
- Mondial : 60 000 000 $ US
- France : 51 000 000 $ US (5 500 000 entrées)
- Chine : 33 810 entrées en 8 jours (en cours)[Quand ?][32]

## Distinctions
Entre 2009 et 2011, Le Petit Nicolas a été sélectionné 6 fois dans diverses catégories et a remporté 2 récompenses,.

### Récompenses
- Trophées du Film français 2010 : Trophée du film français.
- Grands Prix de la vidéo et de la VOD 2011 : Prix de la meilleure vente film français pour Laurent Tirard.

### Nominations
- César 2010 : Meilleure adaptation pour Laurent Tirard et Grégoire Vigneron.
- Lumières de la presse étrangère 2010 : Révélation masculine de l'année pour Maxime Godart.
- Prix du cinéma européen 2010 : Meilleur film pour Laurent Tirard.

### Sélections
- En français avec sous-titres anglais (In French with English subtitles-New York) 2009 : Films sélectionnés pour Laurent Tirard.

## Analyse

### Différences avec le roman
- Dans le livre, la maîtresse est plus vieille et sévère, portant des petites lunettes. C'est le contraire de celle que joue Sandrine Kiberlain, qui est gentille, émotive et dépassée par les évènements.
- Maixent est le seul parmi les amis de Nicolas à ne pas apparaître dans ce film.